# Diecéze płocká

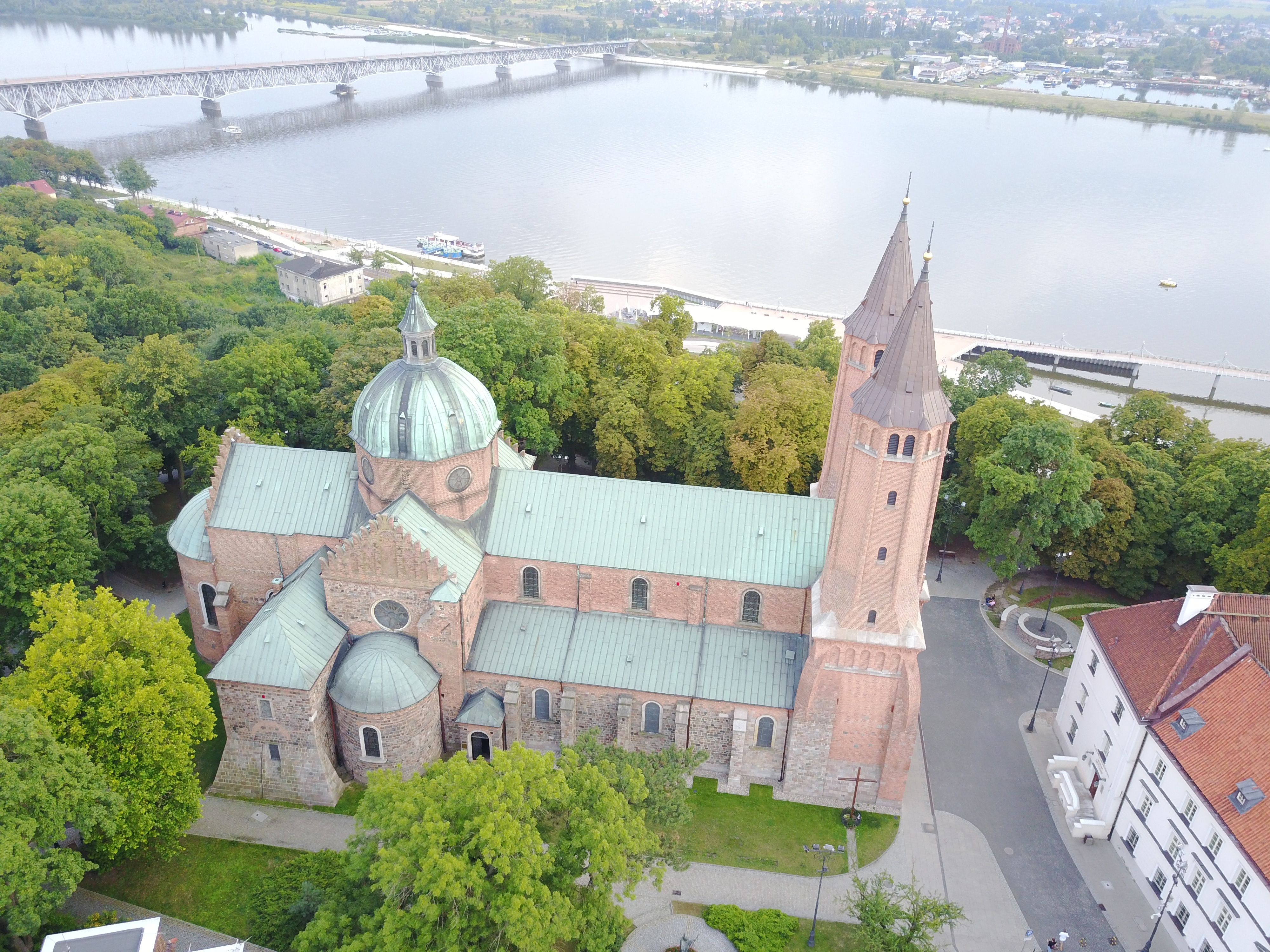
Katedrála Nanebevzetí P. Marie

Diecéze płocká (latinsky Dioecesis Plocensis, polsky Diecezja płocka) je  římskokatolická diecéze v Polsku, se sídlem Płocku, kde se nachází katedrála Nanebevzetí P. Marie. Je součástí varšavské církevní provincie, je tudíž sufragánní vůči varšavské arcidiecézi. 

## Stručná historie
Plocká diecéze je jedna z nejstarších v Polsku, vznikla již v 10. století a od počátku byla sufragánní vůči hnězdenské arcidiecézi. V roce 1818 se stala součástí  varšavské církevní provincie. V průběhu 2. světové války zemřeli v nacistickém vězení diecézní biskup Antoni Julian Nowowiejski a pomocný biskup Leon Wetmański, oba blahořečení papežem Janem Pavlem II. v roce 1999.

## Související články

Starší podoba znaku diecéze (před rokem 2021)